# Теодорит Кирски
Теодорет Кирски (Theodoret; Θεοδώρητος Κύρρου; * 393 в Антиохия, Сирия; † 460 в Кирос) е от 423 г. до 457 г. епископ на Кирос и известен теолог и църковен историк.
През 415 г. след смъртта на родителите си и продажбата на тяхната собственост, той влиза в манастира Nikertai при Апамеа. През 417 г. е известен проповедник. През 423 г. е избран за епископ на Кирос (източно от Антиохия).
Той защитава учението на Несторий и затова е осъден през 449 г. на концила в Ефес и през 451 г. оправдан.
Теодорет написва на гръцки пет исторически книги в продължение на „Църковната история“ на Евсевий Кесарийски. Книгите му са преведени през 6 век на латински от Касиодор и имат голямо влияние на запад през Средновековието. Почитан в Католическата и в Руската православна църква.

## Произведения
- Theodoriti Cyrensis episcopi De curatione Graecarum affectionum libri duodecim, Stephanus, 1519. digital, Университет и библиотека Дюселдорф